# Podococcus barteri
Podococcus barteri är en enhjärtbladig växtart som beskrevs av Gustav Mann och Hermann Wendland. Podococcus barteri ingår i släktet Podococcus och familjen Arecaceae. Inga underarter finns listade i Catalogue of Life.